# Christos Ardizoglou
Christos Ardizoglou (griechisch Χρήστος Αρδίζογλου, * 25. März 1953) ist ein ehemaliger griechischer Fußballspieler.

## Spielerkarriere
Ardizoglou begann seine Karriere beim Apollon Smyrnis. 1974 wechselte er zum griechischen Großklub AEK Athen. In seiner Zeit in Athen gewann er zweimal die griechische Meisterschaft und zweimal den griechischen Pokal. Nach 11 Jahren bei AEK ging er 1985 zurück zu seinem Stammklub und beendete dort seine Karriere 1986.
International spielte Ardizoglou 43 Mal für die griechische Nationalmannschaft und erzielte zwei Treffer. Er nahm an der Fußball-Europameisterschaft 1980 in Italien teil und wurde zweimal eingesetzt.

## Erfolge
- zweimal griechischer Meister (1978, 1979)
- zweimal griechischer Pokalsieger (1978, 1983)